# Михаило Петровић (пилот)
Михаило Петровић (Влакча, Крагујевац, 14. јун 1884 — Барбалуши, Скадар, 7. март 1913) био је српски пилот са пилотском дозволом број 1. Први српски пилот који је изгубио живот на борбеном задатку. Припадао је првој групи од шест српских пилота школованих у Француској 1912. године.

## Биографија
Основну школу је завршио у свом селу. 1897. је уписао Војну занатску школу у Крагујевцу. 1902. је покушао да се упише у неку од војних академија у Санкт Петербургу у Русији. У томе није успео, па се 1903. вратио у Србију и пријавио се за подофицирску артиљеријску школу. После двогодишњег школовања 21-годишњи водник је 1905. распоређен у Гардијски артиљеријски пук у Нишу. Наредник је постао 1910. године у гарнизону Београд.
Када је српска војска 1912. године позвала добровољце да се пријаве за обуку за пилоте, међу њима је био наредник Михајло Петровић. После успешно положених испита као и медицинских прегледа послат је у једној од првих група у Француску на обуку за пилота.
У Француској је крајем маја пошао у Фарманову (Farman) пилотску школу у Етампу (Etamps). После двадесет дана обуке као први у групи извршио је свој први самостални лет. После успешног завршетка обуке 22 и 23. јуна 1912. успешно полаже завршне испите (месец дана пре осталих из групе) и тако постаје први српски пилот авиона са дипломом. Имао је међународну пилотску лиценцу ФАИ број 979 а српску број 1.
Први балкански рат је започео 8. октобра 1912. По повратку у земљу наредник пилот Михајло Петровић је распоређен на први војни аеродром у Нишу, на Трупалском пољу. 12 авиона - мешавина Блериоових моноплана и двокрилаца Хенри Фармана F-20 су састављени до краја децембра. Јануар 1913. је искоришћен за тренажне летове. Након краћег навикавања на свој авион Фарман ХФ-20, који је имао другачије летне караткеристике од авиона истог типа на којем је прошао обуку, наредник Михајло Петровић распоређен је у састав новооснованог Приморског аеропланског одреда чији је први борбени задатак био да пружа ваздушну подршку трупама које су опседале Скадар.
По доласку у рејон дејстава одред је био стациониран на привременом аеродрому у близини села Барбалуши. Након што су авиони склопљени, 7. марта су обављени и први летови који су прошли без проблема. После поручника Станковића, на ред је дошао и наредни Петровић који је узлетео у свом авиону типа Фарман. Петровић је направио круг изнад села Меглуши и Бушати, на висини од око 1.500 m. На прилазу аеродрому, угасио је мотор и почео са припремама за слетање. Међутим, у том тренутку његов авион је погодила снажна ваздушна струја због чега је авион нагло успорио, а затим се преврнуо. Наредник Петровић избачен је из авиона на висини од око 1.000 m и није преживео пад. У то време падобран није био стандардни део опреме пилота. Његов авион је тешко оштећен приликом удара у земљу.
Наредник Михајло Петровић сахрањен је 8. марта 1913. године у селу Барбалуши. По завршетку Балканских ратова, његови посмртни остаци пренети су на Цетиње и сахрањени уз највише војне почасти. На захтев породице, посмртни остаци наредника Петровића пренети су 1. октобра 1931. године у Београд на Ново гробље, где и данас почива.
Дана 20. марта 2013. обележено је 100 година од његове смрти одавањем поште и полагањем венаца.
„Јасеница“ Боривоја М. Дробњаковића о његовом пореклу каже: „Борићи (Раденковићи, Томићи, Петровићи, Јовановићи, Костићи, Алексијевићи, Симићи) 53 к. Слава: св. Врачеви. Доселио се прадед Радоје Грудоња са три сина: Јованом, Бором и Раденком од „Студенице - Сјенице“. Један од браће отишао у Божурњу од кога су Бранковићи (в. Божурњу).“ Брат Раденков, Боров и Јованов, Бранко, одселио се у место Божурња, а исти писац о потомцима истог је записао: „Бранковићи 4 к. Слава: св. Врачеви. Преселили се из Влакче од фамилије Борића.“ Његов млађи брат био je Живан Петровић (1887—1969).